# Frederick S. Szalay
Frederick Sigmund Szalay (* 15. November 1938 in Ungarn) ist ein ungarisch-US-amerikanischer Wirbeltierpaläontologe, der sich vornehmlich mit fossilen Säugetieren befasst.

## Leben
Szalay erlebte als sechsjähriger Junge am Ende des Zweiten Weltkriegs die Straßenkämpfe zwischen den deutschen und den sowjetischen Streitkräften aus erster Hand mit. Der familiäre Hintergrund einer jüdischen Mutter und eines Vaters aus dem Adel, der im Vorkriegsungarn als Feudalrichter tätig war, verhinderte, dass er unter den Kommunisten eine Universität besuchen konnte. Nach dem Krieg las er Reiseberichte und interessierte sich für die Naturgeschichte, eine Vielzahl von Sportarten (Schwimmen, Leichtathletik, Boxen und Rudern) sowie für das Fotografieren. Nach der Niederschlagung des Aufstandes von 1956 in Ungarn und nach einem Fluchtversuch, der in der Gefangenschaft endete, gelang es ihm und einem guten Freund Ende November 1956, Österreich zu erreichen. Im November 1956 wanderte er in die Vereinigten Staaten aus, wo er zunächst neun Monate lang in Gelegenheitsjobs arbeitete. Dann bot ihm das kleine katholische Mount St. Mary’s College in Maryland ein Flüchtlingsstipendium an, mit dem er ein Biologiestudium absolvierte. Sein besonderes Interesse galt der Naturgeschichte der Säugetiere im Hauptfach. Im Nebenfach studierte er Chemie. Seine letzten beiden Sommer verbrachte er auf der Catskill Game Farm im Bundesstaat New York. Die große Vielfalt an Säugetieren, mit denen er arbeitete, während er auf dem Gelände lebte, legte den Grundstein für sein Doktoratsstudium an der University of Massachusetts Amherst, das er mit Unterstützung eines NDEA-Stipendiums (National Defense Education Act) absolvierte, welches er nach seinem College-Abschluss (und seiner Einbürgerung 1961) erhielt. 1967 wurde er mit der Dissertation Mixodectidae, Microsyopidae, and the insectivore-primate transition zum Ph.D. in Säugetierkunde promoviert.
Während seiner Zeit in Amherst belegte Szalay einen einjährigen Kurs von Albert E. Wood in Wirbeltierpaläontologie und ein Seminar unter der Leitung von Lincoln Brower über Evolution und Ökologie am Amherst College.
Ferner war die Lektüre von George G. Simpsons Werk Meaning of Evolution (gefolgt von Simpsons anderen Büchern über Evolution und Systematik) einer der Hauptgründe, warum sich Szalays Interessen von der Mammalogie auf die Paläontologie verlagerten.
In seiner Postdoc-Phase wechselte Szalay an die Biologieabteilung der Columbia University und das American Museum of Natural History (AMNH), wo er unter der Leitung von Malcolm McKenna forschte. Jährliche Feldarbeit und Feldkurse in Geologie ergänzten die Grundlagen für sein dauerhaftes Interesse an der Evolution von Säugetieren und der makroevolutionären Dynamik.
Schließlich nahm er eine Stelle in der Abteilung für Anthropologie am Hunter College der City University of New York (CUNY) an. Bis 1985 war er wissenschaftlicher Mitarbeiter in der Abteilung für Wirbeltierpaläontologie des AMNH und Mitglied der Graduiertenfakultät der City University of New York. Im Jahr 2003 ging er am Hunter College in den Ruhestand und war dann außerordentlicher Professor am Fachbereich Biologie der University of New Mexico.
Zudem ist er emeritierter Professor im Doktorandenprogramm für Ökologie und Evolutionsbiologie an der City University of New York.
Szalay widmete sich der Dental-, Schädel- und Postkranialmorphologie gleichermaßen und leistete bedeutende Beiträge zur Literatur über die evolutionäre Morphologie der Säugetiere, insbesondere bei den Primaten, den Archonta und den Metatheria.
Während seiner gesamten Karriere war er ein starker Verfechter einer biologisch und evolutionär sinnvollen Charakteranalyse. Mit seinem Ansatz verfolgte er eine integrierte Strategie der Funktions-, Anpassungs- und historischen Analyse, mit denen er bedeutende Beiträge in mehreren Forschungsbereichen leistete.
Er befasste sich mit der evolutionären Morphologie und den Ursprüngen der Primaten. Seine Dissertationsarbeit über den Übergang von den Insektenfressern zu den Primaten war die Basis für sein lebenslanges Interesse an der Herkunft der Primaten, sowohl aus phylogenischer als auch aus ökologischer/adaptiver Sicht. Seine erste Monografie zu diesem Thema, die Veröffentlichung seiner Doktorarbeit im Jahr 1969, konzentrierte sich auf die zahnmedizinischen Belege für die phylogenetischen Beziehungen der schwer zu interpretierenden Familien Mixodectidae und Microsyopidae. Aus dieser Arbeit entwickelte er die Hypothese, dass die morphologischen Veränderungen im Gebiss, die die ersten Primaten aus der Ordnung Plesiadapiformes von ihren Vorgängern unterschieden, das Ergebnis einer Umstellung von einer primär insektenfressenden auf eine eher pflanzenfressende Ernährung waren. Auf diese Arbeit folgten mehrere Studien, in denen die dentalen, kranialen und postkranialen Belege für die Verbindung zwischen den Plesiadapiformes und den Euprimateformes untersucht wurden und die eine kohärente Erklärung für die adaptive Bedeutung von Primaten-Synapomorphien entwickelten.
1975 zogen Szalay und seine Kollegen postkraniale Belege heran, woraus sie folgerten, dass die Plesiadapiformes baumbewohnend und eng mit den Euprimateformes verwandt waren. Obwohl diese beiden Annahmen zunächst in Frage gestellt wurden, wurden sie später durch neue Fossilien (Bloch und Boyer, 2002 Bloch et al., 2007) und neue phylogenetische Analysen (Silcox, 2001; Bloch und Boyer, 2002; Bloch et al., 2007) gestützt.
Szalay arbeitete auch an der Abgrenzung der wichtigsten Taxa innerhalb der Primaten. Es wurden grundlegende Belege gesammelt, um die Beziehungen innerhalb der Feuchtnasenprimaten zu erforschen (Szalay und Katz, 1973) und um die Gültigkeit der Trockennasenprimaten zu unterstützen (Szalay, 1975).
Szalay befasste sich ferner mit dem Ursprung und den phylogenetischen Beziehungen der anthropoiden Primaten (Szalay, 1975, Rosenberger und Szalay, 1980).
Er veröffentlichte zahlreiche Erstbeschreibungen zu paläozänen und eozänen Primatentaxa.
Sein zweiter großer Forschungsschwerpunkt sind die Beuteltiere. 1982 veröffentlichte er die Studie A new appraisal of marsupial phylogeny and classification, in der er die Hypothese aufstellte, dass die südamerikanische Gattung Dromiciops aus der neotropischen Beuteltierfamilie Microbiotheriidae enger mit den australasiatischen Beuteltieren verwandt ist als mit den anderen südamerikanischen Beuteltieren. Er formalisierte dies, indem er Dromiciops zusammen mit den australasiatischen Beuteltieren in die Australidelphia einordnete, während andere südamerikanische Beuteltiere in die Ameridelphia platziert wurden. Die Einordnung von Dromiciops mit den australasiatischen Taxa in Australidelphia stieß zunächst auf heftigen Widerstand und wurde stark kritisiert, wurde jedoch später sowohl in morphologischen (z. B. Horovitz und Sanchez-Villagra, 2003) als auch in molekularen Analysen (z. B. Amrine-Madsen et al., 2003) bestätigt.
Szalay entwickelte seine Ideen zur Beuteltierphysiologie, zur funktionellen Morphologie und zur Biogeographie in seinem 1994 veröffentlichten Buch Evolutionary History of the Marsupials and an Analysis of Osteological Characters in dem er die verwandtschaftlichen Beziehungen der Beuteltiere weltweit untersuchte, mit dem Schwerpunkt auf der Bedeutung der Anatomie der Fußwurzelknochen. 2001 erschien eine weitere Studie mit dem Titel Model-based analysis of postcranial osteology of marsupials from the Palaeocene of Itaboraí (Brazil), and the phylogenetics and biogeography of Metatheria. in der Fachzeitschrift Geodiversitas.
1990 organisierte Szalay zusammen mit den Mitherausgebern Michael J. Novacek und Malcolm McKenna eine Konferenz zum Thema Phylogenie und Evolution der Säugetiere, die 1993 zur Veröffentlichung der beiden Bände Mammal Phylogeny: Mesozoic differentiation, Monotremes, Therians, and Marsupials. und Mammal Phylogeny: Placentals im Springer-Verlag führte. 1998 publizierte Szalay zusammen mit Friedemann Schrenk eine Monografie über die Nebengelenktiere.
Szalays Biografie umfasst etwa 200 Artikel, 6 Monografien und 6 Bücher. Seine Dissertation wurde mit dem Newberry Prize in Wirbeltierzoologie ausgezeichnet. Er erhielt zahlreiche Stipendien von der National Science Foundation und der Wenner-Gren Foundation for Anthropological Research und wurde 1980 mit einem Guggenheim-Stipendium ausgezeichnet.

## Dedikationsnamen
Nach Szalay sind die Primaten Jemezius szalayi Beard, 1987, Szalatavus attricuspis Rosenberger et al., 1991, Tatmanius szalayi Bown & Rose, 1991, Dryomomys szalayi Bloch et al., 2007 und Magnadapis fredi Godinot, 2008, die Beuteltiere Szalinia gracilis de Muizon & Cifelli, 2001, Sinodelphys szalayi Luo et al., 2003, Oklatheridium szalayi Davis et al., 2008 und Fredszalaya hunteri Shockey & Anaya, 2008 sowie die Allotheria-Art Ectypodus szalayi Sloan, 1981 benannt.

## Erstbeschreibungen von Frederick S. Szalay
- Anaptomorphus westi Szalay, 1976
- Asiatherium Trofimov & Szalay, 1994
- Asiatherium reshetovi Trofimov & Szalay, 1994
- Bohra Flannery & Szalay, 1982
- Bohra paulae Flannery & Szalay, 1982
- Donrussellia Szalay, 1976
- Harpagolestes orientalis Szalay & Gould, 1966
- Huerzeleris Szalay, 1974
- Kennatherium Mellett & Szalay, 1968
- Kennatherium shirensis Mellett & Szalay, 1968
- Khashanagale zofiae Szalay & McKenna, 1971
- Khashanagale Szalay & McKenna, 1971
- Mahgarita Wilson & Szalay, 1977
- Margarita stevensi (Wilson & Szalay, 1976)
- Microadapis Szalay, 1974
- Micromomys Szalay, 1973
- Micromomys silvercouleei Szalay, 1973
- Microsyops wilsoni (Szalay, 1969)
- Mongolestes Szalay & Gould, 1966
- Mongolestes hadrodens Szalay & Gould, 1966
- Mongolonyx Szalay & Gould, 1966
- Mongolonyx dolichognathus Szalay & Gould, 1966
- Navajovius mckennai (Szalay, 1969)
- Palaechthon nacimienti (Wilson & Szalay, 1972)
- Plesiolestes sirokyi (Szalay, 1973)
- Tinimomys Szalay, 1974
- Tinimomys graybulliensis Szalay, 1974